# Кемелль, Йоаким
Йоаким Ке́мелль (фин. Joakim Kemell; 27 апреля 2004, муниципалитет Йювяскюля, Финляндия) — финский хоккеист, крайний правый нападающий клуба АХЛ «Милуоки Эдмиралс».

## Юниорская карьера
Кемелль начал кататься на коньках в возрасте двух лет.
Он начал играть в хоккей с шайбой в Jyvässeudu Kiekko, откуда Кемелль перешел в «ЮП» в качестве E-юниора. В юниорском возрасте он также играл в Palokan Kiekko, который упоминается как фактический юношеский клуб Кемелля. Позже он вернулся в «ЮП». В сезоне 2017/18 Кемелль был лучшим распасовщиком своей команды в молодёжном чемпионате до 16 лет с 14 передачами. В сезоне 2018/19 он стал лучшим бомбардиром «ЮП» в молодёжном чемпионате до 16 лет с 17 голами. В плей-офф Кемелль был лучшим бомбардиром и ассистентом команды с 9 (3+6) очками. В конце сезона он был выбран во вторую звёздную команду чемпионата.
В июне 2019 года Кемелль подписал четырёхлетний юниорский контракт с «ЮП». В сезоне 2019/20 полностью играл в молодёжной команде клуба до 18 лет. Кемелль также начал сезон 2020/21 годов в юниорской команде до 18 лет, из которой после двух матчей он поднялся до юниорской команды «ЮП» до 20 лет, где 16-летний Кемелль играл всю оставшуюся часть сезона. Он стал лучшим бомбардиром и снайпером команды с 38 (22+14) очками. Кемелль разделил четвёртое место в общем зачёте по голам U20 с Томи Пурмолой из «Пеликанс». Йоаким был выбран лучшим молодым игроком месяца в лиге за февраль. В течение сезона финн также сыграл два матча в юниорской команде «ЮП» до 18 лет.
На драфте канадской хоккейной лиги был выбран под общим 32-м номером командой «Реджайна Пэтс», однако Йоаким принял продолжить свою карьеру в Финляндии.

## Профессиональная карьера
Из-за большого количества травм в основной команде, Кемелль дебютировал на профессиональном уровне в Лииге 8 апреля 2021 года в возрасте 16 лет, за 19 дней до своего 17-летия. Он сыграл один матч (проведя на льду 9 минут и 3 секунды), будучи крайним форвардом четвёртого звена вместе с Микаэлем Хулениусом и Микко Салмио, в котором смог отметиться заброшенной шайбой в ворота «Юкурита». Он стал первым игроком 2004 года рождения, кто отметился набранным очком в Лииге, впоследствии был назван третьей звездой матча.
Кемеллю удалось забить в первых двух играх регулярного чемпионата. Поскольку он также забил в своем единственном матче в предыдущем сезоне, 17-летний Кемелль стал самым молодым игроком в истории Лииги, забившим в своих первых трех матчах. Рекорд ранее принадлежал Петри Скрикко (18 лет и шесть месяцев) в сезоне 1980/81. В первых трех матчах ранее забивали 16 игроков, большинство из которых были иностранными игроками, и только пять из них были финнами. В октябре 2021 года Кемелль подписал с «ЮП» продление контракта на два года до весны 2024 года. Он возглавил всю лигу по очкам и голам, набрав 18 (12+6) очков в своих первых 16 матчах. Кемелль был выбран игроком месяца лиги в октябре. 17-летний Кемелль стал самым молодым игроком, выбранным игроком месяца в истории финского хоккея, когда предыдущий обладатель рекорда Олли Йокинен был выбран игроком месяца декабря в возрасте 19 лет в 1997 г.
В конце октября 2021 года Кемелль выбыл из игры более, чем на месяц из-за травмы верхней части тела, когда он получил травму после столкновения с игроком «Лукко» Кристианом Поспишилом. Вернувшись на лёд в декабре, Кемелль оставался без очков в 14 играх подряд, пока не отметился голом 4 марта 2022 года в ворота «Юкурита». Всего в сезоне 2021/22 провёл 39 матчей, в которых набрал 23 (15+8) очков, став лучшим снайпером и вторым бомбардиром Лииги среди новичков.
В преддрафтовых рейтингах Кемелль котировался в топ-10. На драфте НХЛ 2022 года был выбран в первом раунде под общим 17-м номером клубом «Нэшвилл Предаторз». 15 июля 2022 года подписал контракт новичка с «Предаторз».
Сезон 2022/23 провёл не самым удачным образом, за 43 матча за «ЮП» отметился лишь 15 (12+3) набранными очками, став лишь 12-м бомбардиром и вторым снайпером команды. Также у Йоакима была худшая полезность в команде «-16». Остаток сезона он провёл в фарм-клубе «хищников» «Милуоки Эдмиралс».